# Lyell Fuller
Lyell Fuller (* 22. Oktober 1995 in Exeter) ist ein englischer Squashspieler.

## Karriere
Lyell Fuller begann seine Karriere im Jahr 2014 und gewann bislang drei Turniere auf der PSA World Tour. Seine höchste Platzierung in der Weltrangliste erreichte er mit Rang 85 im September 2020. In seiner Juniorenzeit spielte er für die englische Nationalmannschaft und wurde mit ihr 2013 Mannschaftseuropameister.

## Erfolge
- Gewonnene PSA-Titel: 3